# Linoa Heartilly
 (décembre 2014).
Si vous disposez d'ouvrages ou d'articles de référence ou si vous connaissez des sites web de qualité traitant du thème abordé ici, merci de compléter l'article en donnant les références utiles à sa vérifiabilité et en les liant à la section « Notes et références ».
Linoa Heartilly (ou Rinoa Heartilly dans la version nord-américaine) est l'héroïne principale du jeu vidéo Final Fantasy VIII, connaissant avec Squall Leonhart une relation sentimentale complexe évoluant au cours du jeu.

## Conception et graphisme
Linoa est un prénom d'origine hébraïque qui signifie « mouvement divin ».
Son aspect physique peut être qualifié de nippo-occidental, puisqu'elle arbore à la fois des traits japonais et occidentaux. Sa beauté métissée lui a donc valu une renommée internationale d'héroïne séduisante de RPG. Le personnage de Linoa n'était pas prévu pour être l'héroïne du jeu, mais devant les premiers dessins de la jeune fille, l'histoire fut réécrite pour la mettre en avant.
D'une part, ses cheveux sont noirs et long, tombant au milieu de son dos, entremêlés de mèches rouges. D'autre part, ses yeux d'ébène sont légèrement bridés. En outre, celle-ci arbore une longue tunique bleu azur représentant en son dos des ailes d'anges, un débardeur noir, et une jupe bleu marine recouvrant un shorty noir et argenté. Des "brassards" de laine, de la même couleur que sa tunique, recouvrent l'intégralité de ses deux avant-bras.

## Éléments biographiques
Son père est le Major Caraway et sa mère est la célèbre chanteuse Julia Heartilly. Ses parents se sont rencontrés alors que Laguna venait de partir pour une longue mission, laissant Julia seule derrière lui.
Linoa est une jeune femme pleine de vie qui a la capacité de toucher le cœur des gens. Ouverte et honnête avec ses sentiments, elle a tendance à dire ce qu'elle pense sans rien dissimuler. Conduite par son ambition, son entêtement est parfois farouche.
Lorsqu'elle atteignit l'âge de 5 ans, sa mère décéda. Peu à peu, Linoa se détacha de son père, qu'elle tint pour responsable de la mort de sa mère. Son père, qui ne la comprit pas, l'enferma dans la maison. Linoa s'échappa alors et, dégoûtée des actions de son père, lutta contre lui et Galbadia. Elle rencontrera Zone et Watts, avec qui elle formera le groupuscule de résistants connus sous le nom de "Hiboux de la forêt". Basés à Timber, les Hiboux vont, dès l'invasion de la ville par Galbadia, mener des actions contre le joug que maintient l'armée sur la cité, et vont même ramener à leur cause bon nombre d'habitants.
Linoa demandera également l'aide du Seed (Université de mercenaires) de Balamb, pour l'assister dans sa tentative d'enlèvement du président Deling (président de la circonscription de Galbadia). Ce fut Seifer qui la présenta à Cid Kramer, directeur de la BGU. Cid, touché par la jeune femme, enverra Squall Leonhart, Zell Dincht et Selphie Tilmit, trois jeunes promus du Seed pour l'assister dans la mise en place de son attentat : détourner le train officiel du président Deling pour l'enlever et le forcer à quitter Timber. Mais Deling avait envoyé une doublure, et l'enlèvement fut un échec. Plus tard, elle intègrera définitivement l'équipe à la suite de l'accident survenu après l'enlèvement.
Au cours de l'aventure, Linoa renoue malgré elle avec les objectifs de son père qui commandite l'assassinat d'Edéa, qu'il sait très dangereuse. Elle doit ainsi se faire passer pour un membre du Seed. Mais même si leur objectif est semblable dans un sens, la crise d'adolescence de Linoa qui lui fait rejeter en bloc les idéaux de son père, ainsi que le caractère trop protecteur du Major, font que, paradoxalement, elle reste un "ennemi" de son père. Ainsi, elle tentera par elle-même d'annihiler les pouvoirs d'Edéa en lui posant un boîtier Geyser, mais elle échoue, se fait envoûter par la prêtresse avant de se faire attaquer par deux Iguanors. Squall la sauve de justesse.
Après l'échec de l'attentat, l'équipe est capturée, mais Linoa est libéré grâce à son père. Alors qu'Irvine la conduit loin de la Prison du désert, elle le force à y retourner pour sauver Squall, Zell, Quistis et Selphie. Quand ils voient les missiles partir vers Trabia, le groupe comprend que la prochaine cible est la BGU, et Linoa part (si le joueur la sélectionne dans son équipe) avec Squall pour faire évacuer l'école. À leur arrivée, ils voient une vraie guerre interne entre les fervents de Cid et ceux qui sont loyaux à Norg. Ils retrouvent Cid, et partent dans les fondations du bâtiment activer un vieux mécanisme qui permet à la BGU de devenir un vaisseau de combat. Mais le vaisseau est hors de contrôle, et finit par s'écraser à Horizon, où ils retrouvent le groupe de Selphie, sauvés in extremis de l'auto-destruction de la base des missiles de Galbadia.

## Caractéristiques martiales
En combat, Linoa est plutôt faible comparée aux autres personnages, mais c'est la plus puissante des filles.
Elle utilise, pour se battre, une sorte de boomerang propulsé par une arbalète accrochée à son bras, nommé Rotator. Ses limites font toutes appel au chien de Linoa, Angel, et se révèlent être d'une grande utilité, en particulier les deux dernières, dont Sélénium, qui rend invincible tout le groupe. Une seconde limite apparaît au cours du jeu, mettant en exergue ses pouvoirs magiques de sorcière à la suite de sa possession corporelle par Ultimecia : Canonisation.

## Relation avec Squall
Elle tombera sous le charme de Squall dès qu'elle le verra au bal où elle était venue demander de l'aide à Cid, le proviseur. Grâce à son caractère enjoué et vivant, elle sera d'un grand soutien pour Squall, qui commencera à s'ouvrir à son contact. C'est sans doute à cause de cette proximité qu'Ultimecia, à la fin du CD-2, la choisira comme hôte.
Une théorie récurrente dans le milieu des fans laisse penser que Linoa et Ultimecia ne sont qu'une seule et même personne. Cette théorie a été réfutée par Yoshinori Kitase lors d'une interview en l'honneur des 30 ans de la saga. Celui-ci est cependant revenu sur ces propos lors d'une interview en 2018, expliquant que les indices qui relieraient les deux personnages pourraient avoir été volontaires de la part de Kazushige Nojima, qui était l'un des co-scénaristes de Final Fantasy VIII. Les apparitions d'Ultimecia dans des spin-offs tels que Mobius Final Fantasy jouent d'ailleurs sur cette ambiguïté.